# PHOX2B
PHOX2B (англ. Paired like homeobox 2b) – білок, який кодується однойменним геном, розташованим у людей на короткому плечі 4-ї хромосоми.  Довжина поліпептидного ланцюга білка становить 314 амінокислот, а молекулярна маса — 31 621.
| 10         |  | 20         |  | 30         |  | 40         |  | 50         |
| ---------- |  | ---------- |  | ---------- |  | ---------- |  | ---------- |
| MYKMEYSYLN |  | SSAYESCMAG |  | MDTSSLASAY |  | ADFSSCSQAS |  | GFQYNPIRTT |
| FGATSGCPSL |  | TPGSCSLGTL |  | RDHQSSPYAA |  | VPYKLFTDHG |  | GLNEKRKQRR |
| IRTTFTSAQL |  | KELERVFAET |  | HYPDIYTREE |  | LALKIDLTEA |  | RVQVWFQNRR |
| AKFRKQERAA |  | AAAAAAAKNG |  | SSGKKSDSSR |  | DDESKEAKST |  | DPDSTGGPGP |
| NPNPTPSCGA |  | NGGGGGGPSP |  | AGAPGAAGPG |  | GPGGEPGKGG |  | AAAAAAAAAA |
| AAAAAAAAAA |  | GGLAAAGGPG |  | QGWAPGPGPI |  | TSIPDSLGGP |  | FASVLSSLQR |
| PNGAKAALVK |  | SSMF       |  |            |  |            |  |            |

A: Аланін

C: Цистеїн

D: Аспарагінова кислота

E: Глутамінова кислота

F: Фенілаланін

G: Гліцин

H: Гістидин

I: Ізолейцин

K: Лізин

L: Лейцин

M: Метіонін

N: Аспарагін

P: Пролін

Q: Глутамін

R: Аргінін

S: Серин

T: Треонін

V: Валін

W: Триптофан

Кодований геном білок за функціями належить до активаторів, білків розвитку. 
Задіяний у таких біологічних процесах як транскрипція, регуляція транскрипції. 
Білок має сайт для зв'язування з ДНК. 
Локалізований у ядрі.